# Vítor Saba
Vítor Rodrigues Saba Segui (Rio de Janeiro, 11 juli 1990) is een Braziliaans voormalig profvoetballer met tevens een Portugees paspoort die als aanvaller speelde.
Vítor Saba begon bij Flamengo en kwam na meerdere uitleenbeurten in 2012 bij het Italiaanse Brescia in de Serie B. Met het Australische Western Sydney Wanderers won hij in 2014 de AFC Champions League en speelde hij op het Wereldkampioenschap voetbal voor clubs 2014. Vervolgens stond hij onder contract bij Crotone, het Griekse Kalloni en Robur Siena. In de zomer van 2015 was hij op proef bij ADO Den Haag maar kreeg geen contract. Eind 2016 was hij kort in Bahrein bij Muharraq. In januari 2017 verbond hij zich tot het einde van het seizoen aan het Nederlandse Fortuna Sittard met een optie op nog een seizoen. In juli 2017 ging Saba voor een seizoen op huurbasis naar Eastern AA uit Hongkong. Terug bij Fortuna kwam Saba niet meer in actie. Op 26 januari 2019 kondigde hij aan dat hij per direct stopt met voetbal omdat hij met hartproblemen kampt. Nadien werd hij spelersmakelaar.